# Los Alacranes
Los Alacranes, de nombre original B’uuk’, es un extenso sitio arqueológico de la cultura maya ubicado al sur del estado de Campeche en México el cual durante la época prehispánica constituyó una ciudad maya ocupada desde el periodo preclásico tardío y se desarrolló en su esplendor durante todo el periodo clásico como un centro cívico ceremonial en la región. Los Alacranes tuvo durante su ocupación una gran cercanía con los gobernantes del reino Kaan y su capital Dzibanché, la mayor potencia regional maya del periodo clásico. Entre los hallazgos arqueológicos de Los Alacranes se encontraron dos estelas con imágenes talladas de gobernantes mayas e inscripciones jeroglíficas del periodo clásico, actualmente exhibidas de forma permanente afuera de la iglesia de una pequeña localidad homónima aledaña al sitio arqueológico.

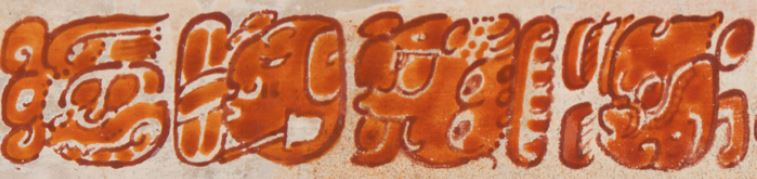
Inscripción jeroglífica en una vasija cerámica de Los Alacranes.

## Ubicación
Los Alacranes se ubica entre dos elevaciones naturales sobre una pequeña comunidad homónima en el municipio de Calakmul del estado mexicano de Campeche cerca del límite estatal con Quintana Roo, la gran mayoría de sus estructuras se encuentran enterradas bajo espesa selva y el sitio arqueológico se encuentra cerrado al acceso público. 

## Historia
Los Alacranes fue la capital de un estado maya y una ciudad con influencia regional, su nombre prehispánico original registrado por medio de su glifo emblema fue B’uuk’. Los hallazgos cerámicos y arqueológicos han identificado que su ocupación prehispánica se remonta al periodo preclásico tardío (400 a. C. – 200 d. C.) aunque tuvo su mayor esplendor durante todo el periodo clásico medio hasta el clásico tardío, en los que Los Alacranes se desarrolló como un centro cívico-ceremonial y mantuvo una fuerte posición política regional con una notable cercanía diplomática con la dinastía Kaan de Dzibanché y posteriormente con Calakmul cuando se encontraban en la cúspide de su poder lo que trajo gran prosperidad a Los Alacranes. Un aspecto a destacar es que los gobernantes de Los Alacranes no usaban el término K'uhul Ajaw, “sagrado señor”, un símbolo de poder de los gobernantes del periodo clásico si no que solo utilizaban el título de Ajaw posiblemente indicando que carecían de mayor poder respecto a otros centros siendo vasallos de la dinastía Kaanu'l, pero teniendo cierta autonomía política. En el clásico tardío se tiene el registro de que Los Alacranes tuvo relaciones y conflictos con otros sitios ubicados al sur en la región de la cuenca del Petén. Entre sus mayores hallazgos resaltan 2 estelas de estilo clásico tardío y varias vasijas policromas con un estilo único en la región, lo que ha sugerido que en Los Alacranes se manufacturaban cerámicas, vasos y vasijas pintadas y decoradas.
La estela 1 de Los Alacranes contiene una larga inscripción jeroglífica registrando una breve biografía de un gobernante local llamado Sak B’aah Witzil bajo el título de B’uuk' Ajaw (señor de B’uuk’) y su entronización bajo el mando del gobernante de Dzibanché llamado Testigo del Cielo. La estela registra que el gobernante Sak B’aah Witzil nació en la fecha del calendario maya de 11 Chuwen 19 Sak que según los estudios arqueológicos correspondería al 8 de noviembre del año 504 d. C., la inscripción posteriormente registra que ascendió al poder en la fecha en cuenta larga de 9.6.7.3.18 7 Ets’nab 1 Sip, que corresponde al 30 de abril del 561 d. C. en una ceremonia supervisada por el gobernante Testigo del Cielo de la dinastía Kaan de Dzibanché, la mayor potencia regional de la civilización maya de su época. La estela continúa narrando detalles del parentesco del gobernante y se ha identificado una posible firma del escribano. La estela narra el tema principal como: “El 11 chuwen 19 Sak, Nació Sak B’aah Wiztil, señor de B’uuk’. 7 días, 17 haab y 2 k’atun después de nacer, entonces se amarró al reino, en el 7 Ets’nab 1 Sip bajo el mando de Testigo del Cielo, el sagrado señor de Kaan”.
Una mención foránea a Los Alacranes aparece en una estela muy dañada de un sitio conocido como Xultún en la que se menciona el glifo emblema de Los Alacranes como el lugar de procedencia de un cautivo, sin embargo, la inscripción que contiene la fecha se encuentra altamente erosionada y el resto resulta ininteligible por lo que no se ha podido identificar más información al respecto, en un contexto histórico, Xultún fue un sitio vasallo de Tikal, el principal enemigo de Calakmul, mientras que Los Alacranes era un cercano aliado de la dinastía Kaan y por consecuente enemigo de sus rivales.

## Gobernantes de Los Alacranes
- Sak B’aah Witzil
- Tut K’in Chaak